# Sylnarv
Sylnarv (Sagina subulata) är en växtart i familjen nejlikväxter.